# Chính sách thị thực của Gambia

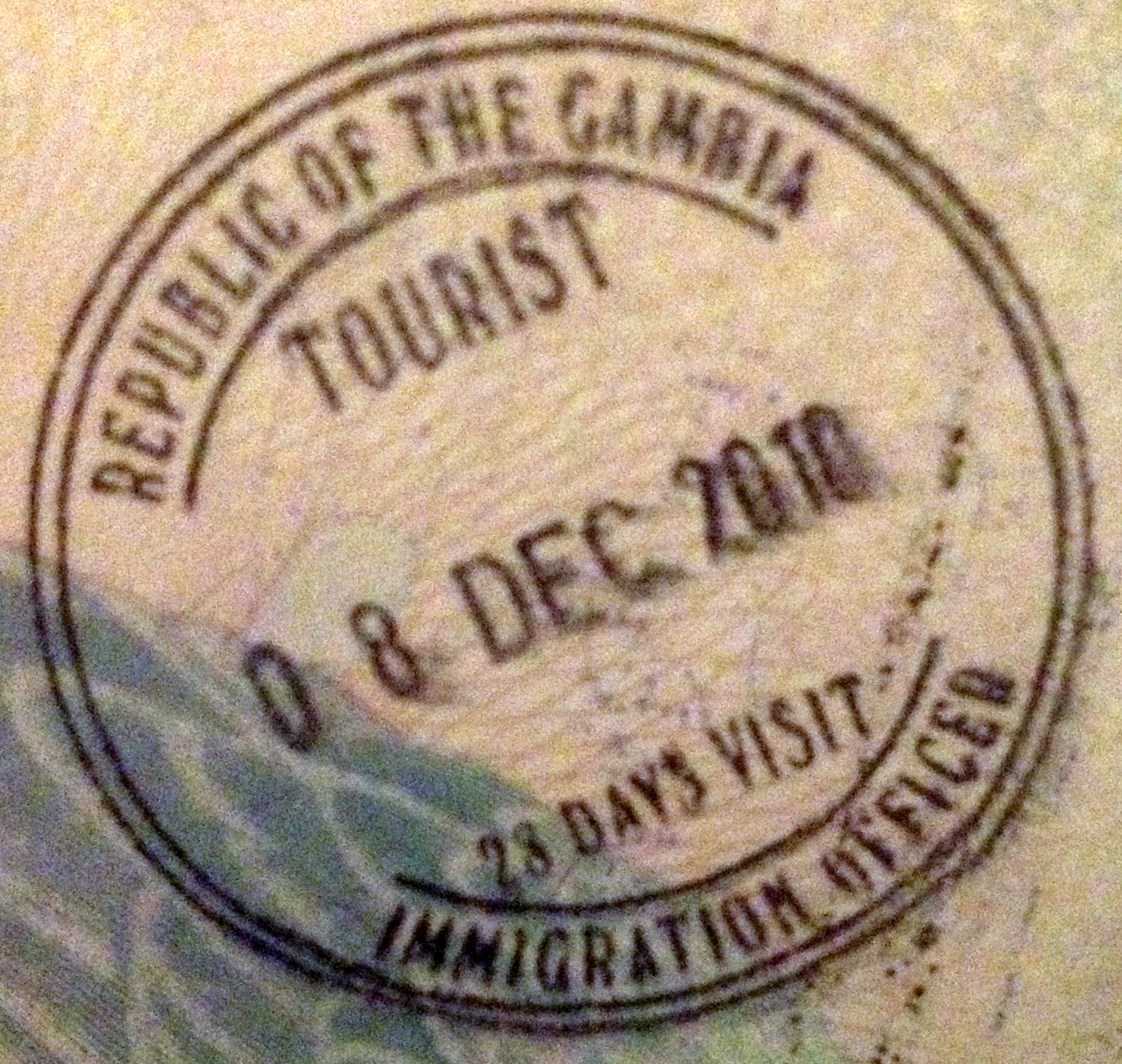
Dấu nhập cảnh Gambia

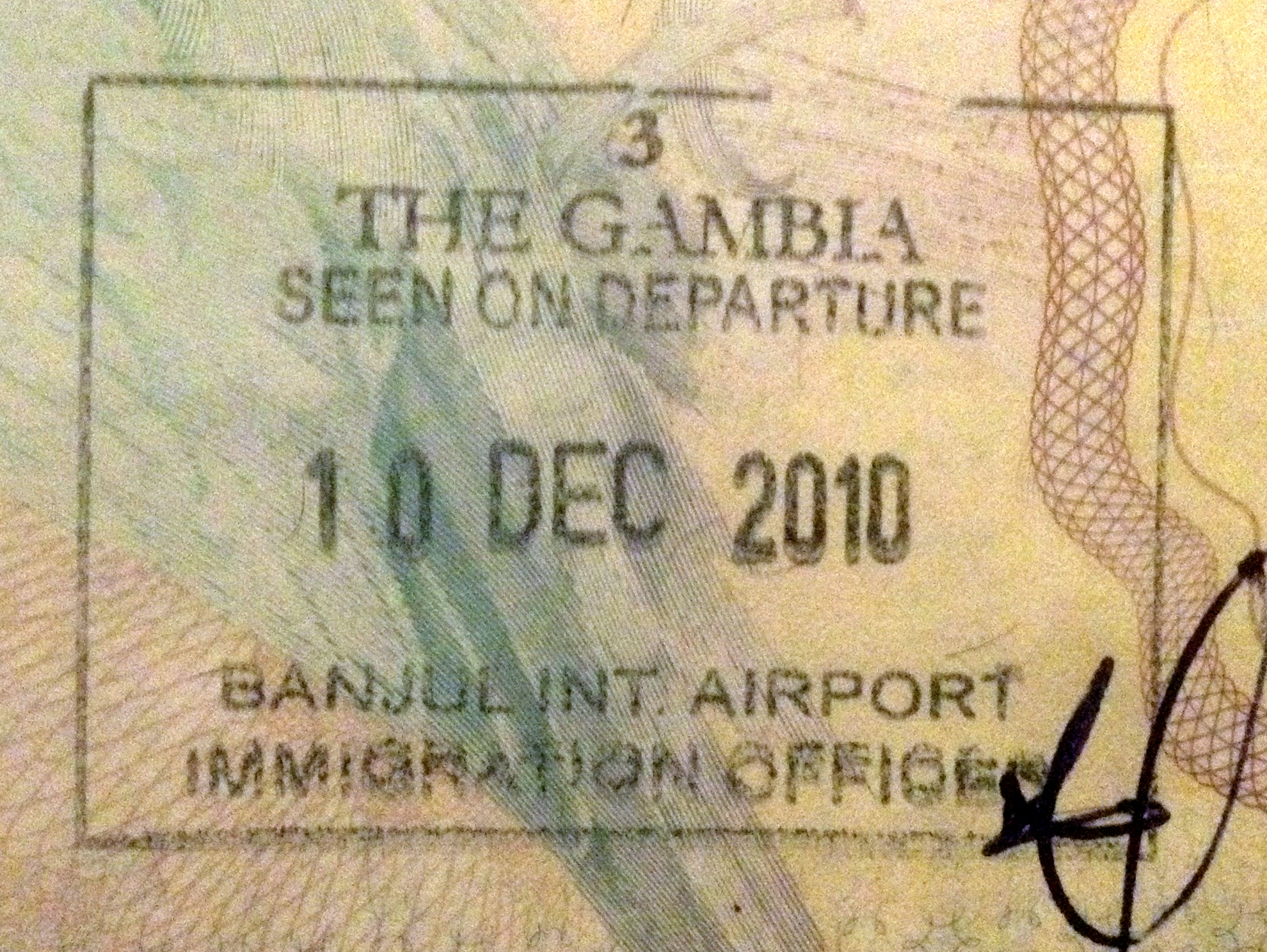
Dấu xuất cảnh Gambia

Du khách đến Gambia phải xin thị thực từ một trong những phái bộ ngoại giao Gambia trừ khi họ đến từ một trong những quốc gia được miễn thị thực.

## Bản đồ chính sách thị thực

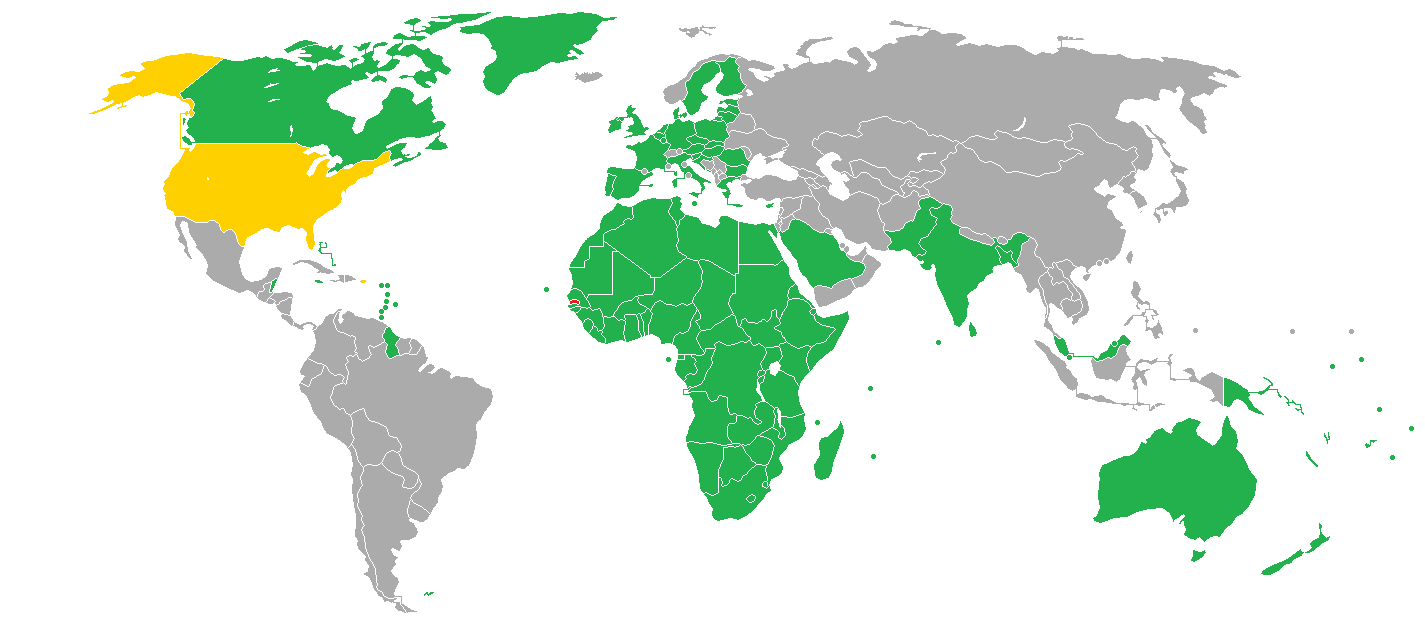
Chính sách thị thực Gambia
Gambia
Miễn thị thực
Miễn thị thực nhưng cần kiểm tra nhập cảnh
Thị thực tại cửa khẩu
Cần thị thực
Cần xin thị thực và kiểm tra nhập cảnh

## Miễn thị thực
Công dân của 49 quốc gia và vùng lãnh thổ sau có thể đến Gambia mà không cần thị thực lên đến 90 ngày:
| - Antigua và Barbuda - Úc - Bangladesh - Barbados - Belize - Benin - Botswana - Brunei - Burkina Faso - Canada | - Cape Verde - Bờ Biển Ngà - Síp - Dominica - Fiji - Ghana - Grenada - Guinea - Guinea-Bissau - Guyana | - Hồng Kông - Kiribati - Liberia - Lesotho - Macao - Malawi - Malaysia - Mali - Malta - Nauru - New Zealand | - Niger - Nigeria - Papua New Guinea - Samoa - Saint Kitts và Nevis - Saint Lucia - Saint Vincent và Grenadines - Senegal - Sierra Leone - Singapore - Quần đảo Solomon | - Swaziland - Đài Loan - Tanzania - Togo - Tonga - Trinidad và Tobago - Tuvalu - Vương quốc Anh - Vanuatu - Zambia |  |

Công dân của 26 quốc gia sau có thể đến Gambia mà không cần thị thực lên đến 90 ngày 90, nhưng họ phải được kiểm tra nhập cảnh từ Cục Nhập cư Gambia trước khi khởi hành.
| - Argentina - Brazil - Chile - China - Colombia - Costa Rica - El Salvador - Guatemala - Honduras - Ấn Độ - Nhật Bản - Kenya - Mexico | - Mông Cổ - Myanmar - Namibia - Nicaragua - Panama - Paraguay - Peru - Thái Lan - Tunisia - Uganda - Uruguay - Việt Nam - Zimbabwe |  |

Công dân sở hữu hộ chiếu ngoại giao và công vụ hoặc lãnh sự của Cộng hòa Trung Phi, Chad, Comoros, Djibouti, Ai Cập, Eritrea, Libya, Sao Tome và Principe, Somalia, Sudan và Tunisia không cần thị thực.
 Bất cứ công dân nước nào sở hữu hộ chiếu ngoại giao đều được miễn thị thực.
Miễn thị thực với du khách đến trên một chuyến bay thuê bao.

## Kiểm tra nhập cảnh
Du khách có thể xin Kiểm tra nhập cảnh lúc nhập cảnh từ Cục Nhập cư Gambia.

## Quá cảnh không cần thị thực
Transit without a visa is available only in cases of a maximum transit time of two hours by the same aircraft and does not apply to holders of Palestinian travel documents.

## Thống kê du khách
Hầu hết du khách đến Gambia du lịch đều đến từ các quốc gia sau:
| Quốc gia       | 2012   |
| -------------- | ------ |
| Vương quốc Anh | 60.424 |
| Hà Lan         | 19.817 |
| Nigeria        | 8.657  |
| Thụy Điển      | 8.107  |
| Đức            | 7.076  |
| Bỉ             | 5.802  |
| Tây Ban Nha    | 4.280  |
| Hoa Kỳ         | 4.058  |
| Ireland        | 2.084  |
| Pháp           | 2.073  |